# Parc éolien Provence Grand Large
Le parc éolien Provence Grand Large sera situé à 17 km au large du port de Port-Saint-Louis-du-Rhône dans le département des Bouches-du-Rhône en région Provence-Alpes-Côte d'Azur.

## Historique
Le projet, imaginé pour la première fois en 2010 devrait être mis en service en fin d'année 2023. Le projet nécessite un investissement de 300 millions d'euros. Le projet est porté par EDF Renouvelables, Enbridge et CPP Investments.

## Caractéristiques techniques
Le parc éolien exploitera trois éoliennes flottantes d'une puissance unitaire de 8,4 MW soit un total de 25,2 MW pour l'ensemble du parc.
Les éoliennes sont ancrées à 100 mètres de profondeur grâce à une solution développé par SBM Offshore. 
Les frotteurs sont assemblées sur le site d’Eiffage Métal à Fos-sur-Mer dans les Bouches-du-Rhône. Les éoliennes sont quant à elles produites par Siemens-Gamesa.
Les bouées seront d'une hauteur de 12 mètres et feront 7 mètres de diamètre, elles seront immergées à 30 mètres de profondeur et reliées au fond marin par un système d’ancre à succion et de chaînes.
Le module triangulaire quant à lui représente une hauteur de 45 mètres de haut avec des côtés de 72 et 82 mètres.
RTE s'occupera du raccordement des éoliennes au réseau électrique.

## Sources et références
1. 1 2  « Provence Grand Large | Découvrez le projet » (consulté le 9 avril 2023)
2. 1 2  Jean-Christophe Barla, « Le projet d’éolien offshore flottant Provence Grand Large prend forme à Fos-sur-Mer », Journal,‎ 14 novembre 2022 (lire en ligne , consulté le 10 avril 2023)
3. ↑  Mathieu Grapeloup, « Les prix de l'immobilier ont continué de grimper à Marseille en 2022 », sur Made in Marseille, 25 janvier 2023 (consulté le 10 avril 2023)